# Дар Ветер
Дар Ветер — герой социально-философских научно-фантастических романов советского учёного и писателя-фантаста Ивана Ефремова.

## Создание и личность персонажа
Работая несколько лет заведующим внешними станциями Великого Кольца, заметив признаки эмоционального выгорания — утраты интереса к работе и жизни — Дар Ветер решает сменить профессию. Сдав дела сменившему его талантливому Мвену Масу, Ветер по приглашению своего друга Веды Конг участвует в археологических раскопках в Западной Сибири. Вскоре Мвен Мас и физик Рен Боз обращаются к нему за советом относительно проведения масштабного эксперимента по связи с далёкими звёздными системами; Дар Ветер советует отложить опасный опыт. Затем он устраивается оператором буровой установки на подводный титановый рудник в Южной Америке. Когда же эксперимент, который всё же провели Мас и Боз, оканчивается разрушением тяжёлого спутника Земли и гибелью людей, Дар Ветер, виня себя за неправильный выбор своего преемника, участвует в постройке нового спутника на орбите планеты. По его рекомендации Совет звездоплавания решает изменить стандартные процедуры отправления звёздных экспедиций и направляет сразу три различных космических корабля, один из которых, летящий к далёкой планете с потенциально пригодными для колонизации условиями, он провожает лично.
Как и большинство героев Ефремова, Дара Ветра отличает прямодушие и мужественность. Он без тени сомнения бросается наперерез дикому быку, который атакует Веду Конг, а когда понадобилась важная исследовательская экспедиция в дальний космос, по его совету правительство ввело на Земле длившуюся целый год жёсткую экономическую политику, чтобы потратить сэкономленные ресурсы на подготовку экспедиции.
Общество будущего в своих романах Ефремов описал как коммунистическое, в котором нет деления на социальные слои, царит всеобщая гласность, а глобализация и смешение рас, культур и наций уже произошло. Однако Дар Ветер — один из героев (наряду с Мвеном Масом), этническое происхождение которого описано достаточно подробно — Ветер имеет отличительные черты славянина, в то время как Мвен Мас — африканец. К тому же герой и сам объясняет, что его имя происходит от корней русского языка: «Одно — подарок, второе — ветер, вихрь».

### Прообраз
Многие исследователи творчества, да и сами друзья и знакомые Ефремова говорят о том, что автор во многом использовал Дара Ветра как отражение своей собственной личности.

### Отношения с Ведой Конг
В мире будущего, созданного Ефремовым, женщин отличает отсутствие традиционно приписываемой им несерьёзности и прямолинейность. Отношения мужчины и женщины не сводятся к тому, что мужчине приходится завоёвывать женщину, прибегая к красноречию, нередко сами женщины делают выбор, не дожидаясь инициативы со стороны мужчин. Так и Веда Конг лишена кокетливости, женской игривости и несерьёзности, например, она прямо говорит Эргу Ноору о своей любви к Дару Ветру.

## Персонаж в экранизации
В 1967 году вышел фильм Евгения Шерстобитова «Туманность Андромеды», основанный на одноимённом романе. Роль Дара Ветра исполнил народный артист РСФСР Сергей Столяров. Сиквел фильма не был снят из-за смерти Сергея Столярова. «Туманность Андромеды» стала последним фильмом с участием актёра.

## Отражения в культуре
- Именем Дара Ветра названа российская группа, выступающая в стилях рок, джаз, фанк, блюз; прозвище Darveter носит сам создатель группы Андрей Красников[6][7][8].
- «Дар-Ветер» — название и одновременно имя главного героя спектакля театрального драматурга и руководителя Театра пластики и драмы Александра Бабенко[9].
- Образ Дара Ветра часто используется в политических дискуссиях, касающихся полемик между социальным благом общества, экологическими, духовными и прочими вопросами[10][11].
- Ряд журналистов высказывал предположение о том, что североамериканский режиссёр Джордж Лукас списал антигероя своей космической оперы «Звёздные войны» Дарта Вейдера с Дара Ветра, основываясь на схожести их имён Дар-Дарт и Ветер-Вейдер[12][13][14][15][16]. В действительности, согласно опубликованным черновикам Джорджа Лукаса, имя «Дарт Вейдер» было составлено им в результате игры со словами dark (рус. тёмный) / death (рус. смерть) и invader (рус. захватчик)[17].
- Упоминается Семеном в модификации "7 Дней лета" игры "Бесконечное Лето"